# 阿倫混沌
阿倫混沌是火星上的一個混沌地形，中心座標2.6°N, 21.5°W，被認為是一個受到高度侵蝕的撞擊坑。

## 地理
阿倫混沌位於巨大的水手號谷東端，相當接近阿瑞斯谷。當地許多的地質作用讓該區域成為一個圓形的混沌地形區域。名字由來於喬凡尼·斯基亞帕雷利以聖經中的亞蘭命名的反照率特徵。光譜觀測發現當地有赤鐵礦，被認為是當地曾經有水的證據。
阿倫混沌寬度約280公里，位於有許多被水侵蝕形成流向火星北半球盆地河道的珍珠高地。2001火星奧德賽號上的熱輻射成像系統資料顯示阿倫混沌有灰色結晶赤鐵礦。火星偵察軌道器的火星專用小型偵察影像頻譜儀發現了水合硫酸鹽、黃鉀鐵礬和赤鐵礦。赤鐵礦是一種鐵氧化物礦物，在一般溫度的水或溫泉水通過富含鐵的岩石時可使赤鐵礦被析出。阿倫混沌區域內包含了地下的水或冰災難性地外流後的大量崩潰岩塊或混沌區域。在火星的其他地區，因為地下水產生的大量水流侵蝕形成的大型河道可在阿瑞斯谷或其他外流河谷看到。但在阿倫混沌中釋放出來的地下水多留在撞擊坑外圍的堆機區域，只在東半部區域有一個小而淺的外流河道。包含赤鐵礦、硫酸鹽以及和水喊應過的矽酸鹽礦物都可在阿倫混沌中被找到，代表當地可能曾經是一個撞擊坑湖。因為形成赤鐵礦需要液態水，而液態水不可能存在於稀薄大氣層環境中，火星過去的大氣層應比過去濃密許多。

## 圖集

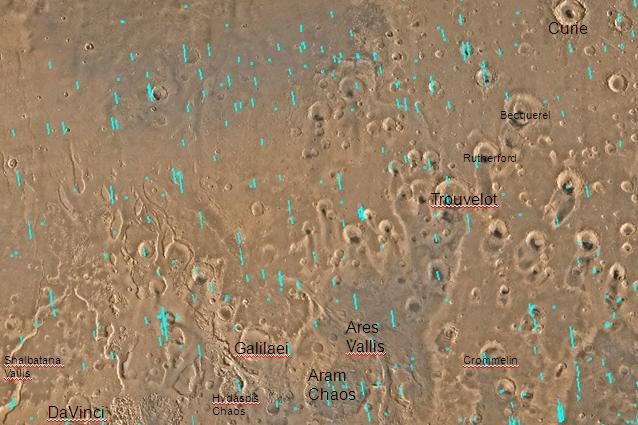
歐克西亞沼區地圖，主要地理特徵有文字標示。這個區域包含很多陷落的混沌區域和外流浚道（古老河谷）。阿倫混沌接近本地圖的底部
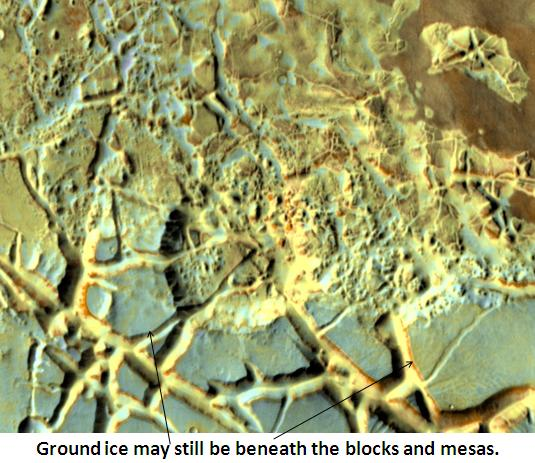
阿倫混沌地形（Aram Chaos）的石塊顯示可能的水源。

## 外部連結
- HiRISE image of the area
- The geology of Aram Chaos （页面存档备份，存于）
- Mars Express image of the area （页面存档备份，存于）